# Le Pin (Calvados)
Le Pin è un comune francese di 754 abitanti situato nel dipartimento del Calvados nella regione della Normandia.

## Società

### Evoluzione demografica
Abitanti censiti